# Formicococcus eriobotryae
Formicococcus eriobotryae är en insektsart som beskrevs av Wang 1985. Formicococcus eriobotryae ingår i släktet Formicococcus och familjen ullsköldlöss. Inga underarter finns listade i Catalogue of Life.